# 茨維特科韋
49°9′18″N 31°31′52″E / 49.15500°N 31.53111°E

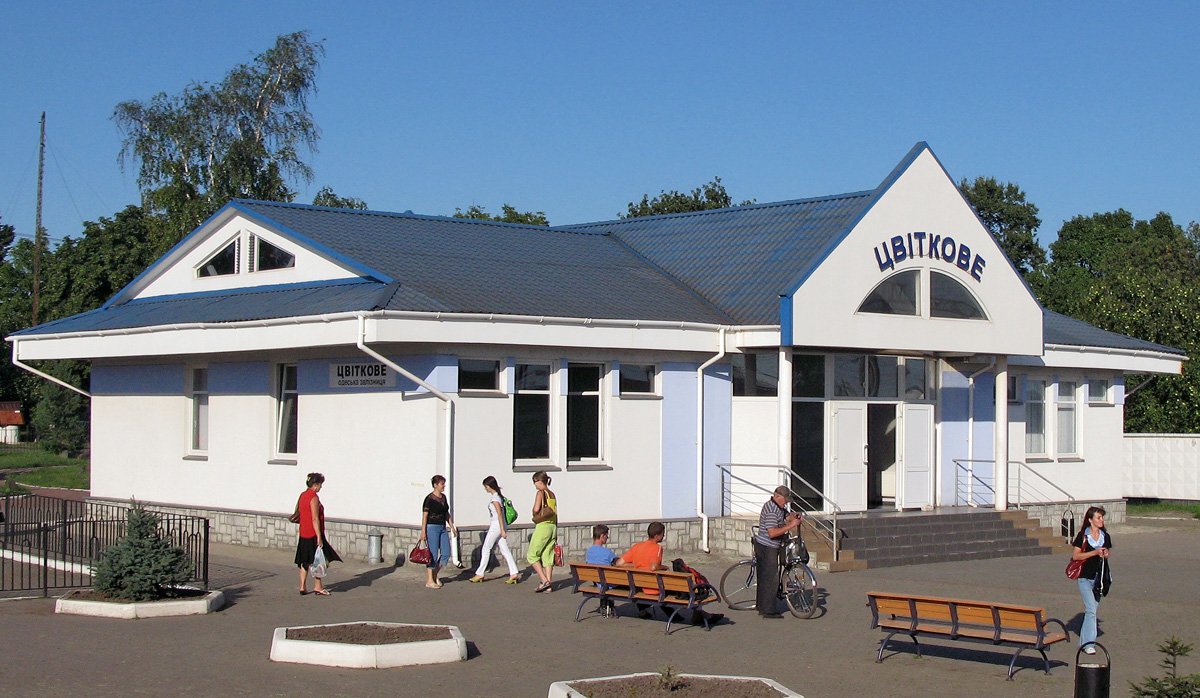
火车站

茨維特科韋是位於烏克蘭中部的市級鎮，由切爾卡瑟州切爾卡瑟區的霍羅迪謝市鎮負責管轄。該鎮處於第聶伯高地，距離霍羅迪謝21公里，始建於1876年，海拔高度174米，2014年人口1,265。